# Dar el-Kouti (sultanat)

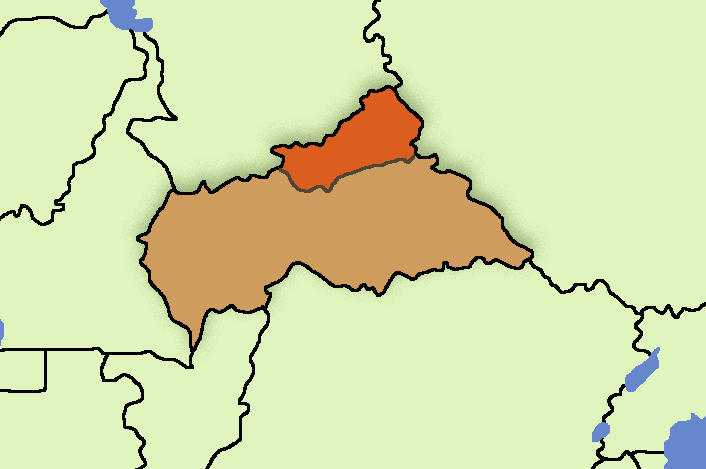
Le sultanat de Dar el-Kuti en 1896 (en orange) à l'intérieur des frontières actuelle de la RCA.

Le Dar el-Kouti est un sultanat se trouvant dans le nord du territoire de l'actuelle République centrafricaine et qui dura approximativement de 1830 au 17 décembre 1912.

## Toponymie
Le nom Dar el-Kouti provient de l'arabe dar qui signifie « pays » et de kouti qui désigne une végétation dense avec beaucoup d'arbres, ou encore une forêt en langue rounga,.

## Histoire
Créé par les Nduka, le Dar el-Kouti est fondé en 1830 par Omar Djougoultoum, frère exilé du mbang (roi) du Baguirmi, qui avait épousé la fille du sultan du Dar Rounga Boker, Fatme. Il a été nommé gouverneur du Dar el-Kouti par le royaume du Ouaddaï, même s'il jouissait sans doute d'une très grande indépendance. Le Dar el-Kouti fut conquis sur le chef musulman Kober, un descendant de Djougoultoum, par le seigneur de la guerre esclavagiste Rabah en 1890 et sa direction confiée à son lieutenant, Mohamed el-Senoussi.
Mohammed el-Senoussi reste d'abord fidèle à Rabah. Toutefois, lorsque le Français Paul Crampel, à la tête d'une mission d'exploration, atteint son camp au mois d'avril 1891, le sultan, qui veut l'empêcher de continuer sa route jusqu'au Ouaddaï où il aurait pu rencontrer Rabah et le ravitailler en armes, le fait exécuter le 9 avril 1891 et s'approprie ses armes. Peu de jours après, il attaque un deuxième contingent, mené par Gabriel Biscarrat. Mohammed es-Senoussi récupère les armes et les munitions de cette deuxième mission, ce qui lui permet de s'émanciper de Rabah.
Il fait construire sur la colline surplombant la capitale du sultanat, Ndélé, un tata fortifié, à partir duquel il ravitaille les marchés d'Afrique du Nord en esclaves. Ndélé est durant ces années-là une ville de commerçants dont le rayonnement va jusqu'aux régions et royaumes voisins (Dar Sila, empire de Sokoto, du région du Fezzan, du royaume du Ouaddaï, émirat de Kano, etc.).
Mohammed es-Senoussi lance ensuite ses raids esclavagistes le long de la rivière Ouaka, qui déciment le pays banda, jusqu'en 1910, avec la complicité passive de la France. En 1897, il signe en effet un accord faisant du sultanat un protectorat avec l'explorateur Émile Gentil, qui deviendra plus tard commissaire général du gouvernement au Congo français. Il est finalement tué par les Français en 1911, mettant fin à l'autonomie du sultanat. Son fils Kamoun fuit à Ouanda-Djallé, où il résiste aux Français jusqu’au 17 décembre 1912.
Ce nom désigne aujourd'hui aussi une ville de la République centrafricaine, qui fait partie de la sous-préfecture de Ndélé, Dar El Kouti.
Aujourd'hui, le Front populaire pour la renaissance de la Centrafrique (FPRC), groupe armé qui contrôle la zone, et tout particulièrement son chef Noureddine Adam, se réclame du sultanat d'antan pour y asseoir sa légitimité.